# Stasera niente MTV
Stasera niente MTV è un varietà andato in onda su MTV Italia presentato da Ambra Angiolini con la partecipazione di Alessandro Sampaoli e Omar Fantini.
La prima e unica stagione è iniziata nell'aprile 2008, ed è stata registrata nello Studio F dei Cinevideo Studios di Milano. È stata replicata nel 2009.
La sigla d'apertura (Voglia, questa voglia) e di chiusura (Tunga Tunga) sono state scritte da Mauro Di Maggio, arrangiate musicalmente da Umberto Iervolino e cantate dalla stessa Ambra, che nella trasmissione, oltre ad intervistare i suoi ospiti, ha interpretato anche altre canzoni in chiave comica. Le coreografie del programma sono state create da Luca Tommassini.
Il programma ottenne fortissime critiche negative da parte della stampa 
, anche per questo non venne più ripreso.